# Plasmaskæring
 Der er for få eller ingen kildehenvisninger i denne artikel, hvilket er et problem. Du kan hjælpe ved at angive troværdige kilder til de påstande, som fremføres i artiklen.

Plasmaskæring er en meget udbredt metode, der anvendes i industrien til at skære plademateriale ved brug af en opvarmet luftstrøm, hvis temperatur er så høj at atomkerner og elektroner bliver adskilt til et plasma, hvilket smelter og skærer igennem det materiale, den kommer i kontakt med.

## Anvendelse af plasmaskæring
Der er ingen grænser for hvilke materialer plasmaskæring kan anvendes til. Man kan skære i metal, keramik, plastik og meget mere - plasmaskæring anvendes typisk til fremstilling af forskellige komponenteter til den tunge industri så som bygge- og anlægsbranchen, fødevarebranchen, og vindmøllebranchen. Hertil kan der fremstilles maskindele såsom magnetkæder, maskinstativer, tandhjul og meget mere. Plasmaskæring anvendes i disse brancher, da det er en af de få metoder, der kan levere så præcise resultater i svære materialer. Dette er resultatet af en høj skærehastighed, der giver en lav opvarmning af materialet hvilket resulterer i minimal formforandring.
Alt efter hvilket materiale, der skal skæres, anvendes der forskellige typer luft. Almindelig luft anvendes f.eks. til beskæring af stål, hvor brint, argon og kvælstof anvendes til beskæring af andre materialer.

## Regler for maskinel plasmaskæring
Ved plasmaskæring af tykkere materialer, foregår processen under vand med henblik på at minimere støj-og røggener. Herved bliver sundhedsfaren ved plasmaskæring stærkt begrænset. Plasmaskæring over vand kan dog være sundhedsskadeligt for vekommende, der opererer plasmaskæreren, hvis der ikke tages de rette forholdsregler grundet udsættelse for ultraviolet stråling samt støj og dampe. Derfor stiller arbejdstilsynet en række krav til brugen af plasmaskæring i forhold til plasmaskæreudstyret, arbejdsstedet og arbejdets udførelse.